# Drassodes obscurus
Drassodes obscurus är en spindelart som först beskrevs av Lucas 1846.  Drassodes obscurus ingår i släktet Drassodes och familjen plattbuksspindlar.
Artens utbredningsområde är Algeriet. Inga underarter finns listade i Catalogue of Life.